# Chiesa della Santa Trinità (Monaco di Baviera)
La chiesa della Santa Trinità (in tedesco: Dreifaltigkeitskirche) è una chiesa monastica delle suore carmelitane che sorge in Pecellistraße, a Monaco di Baviera, in Germania.

## Storia e descrizione

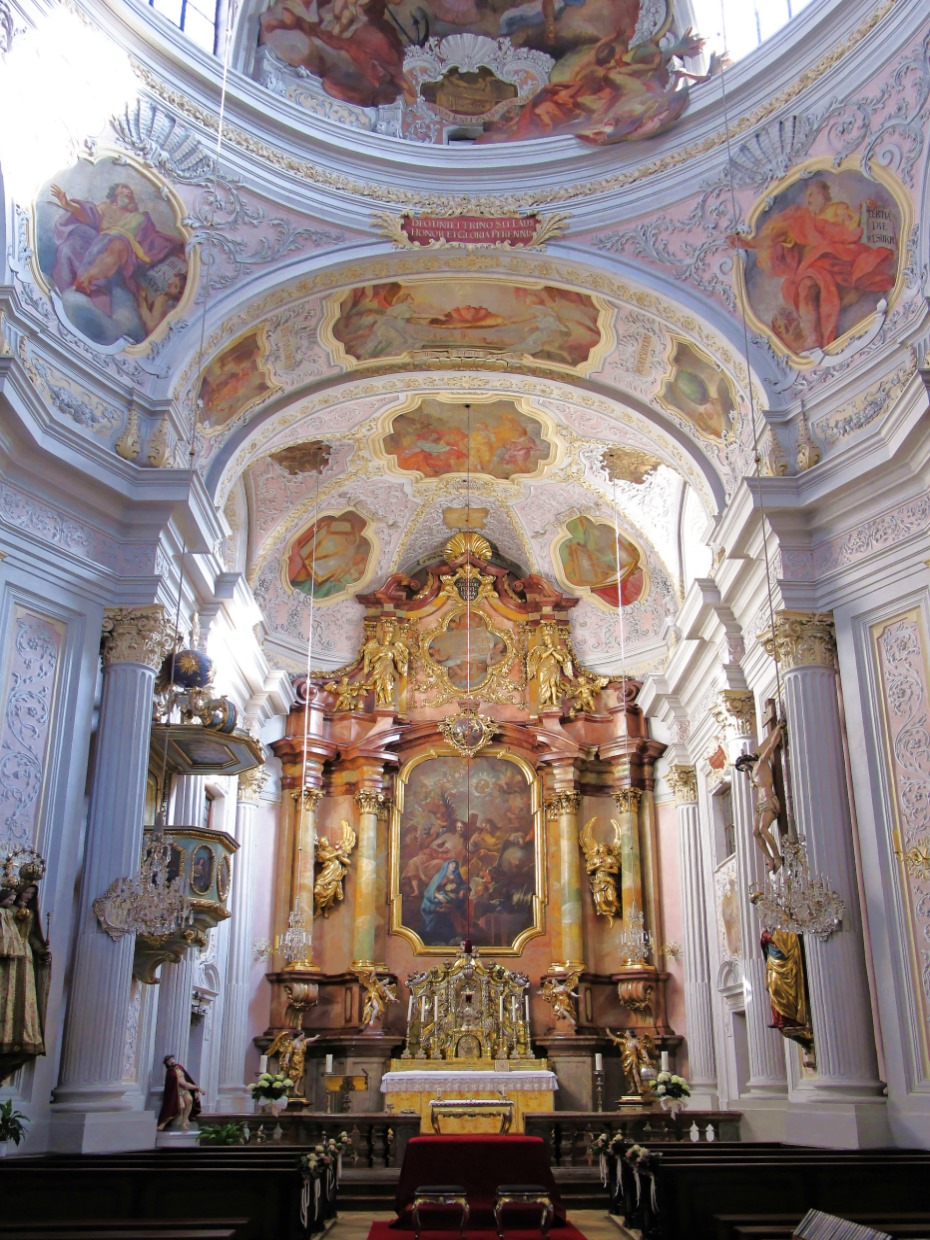
Veduta dell'interno.

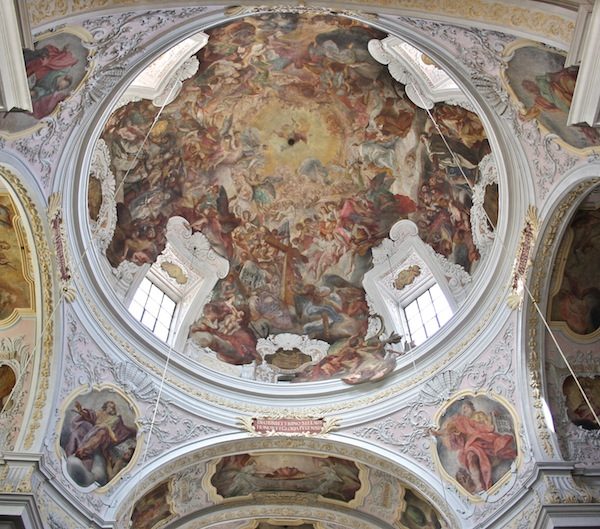
La cupola.

La chiesa venne eretta in stile barocco bavarese da Giovanni Antonio Viscardi tra il 1711 e il 1718.
Fu costruita per compimento di un voto fatto da Maria Anna Lindmayr che ebbe una visione secondo cui la Guerra di successione spagnola non avrebbe toccato Monaco se si fosse costruita questa chiesa. Durante la seconda guerra mondiale, questo fu l'unica chiesa della città che uscì indenne dalla distruzione dalle bombe.
L'interno, a pianta centrale con cupola, è finemente decorato da leggeri stucchi bianchi su fondo rosa, eseguiti da Johann Georg Baader. Gli affreschi sono opera di Cosmas Damian Asam, che li realizzò verso il 1715.
È presente una cappella dedicata a santa Teresa, con un altare realizzato da Franz Ableithner.